# Isère
Isère är ett departement i regionen Auvergne-Rhône-Alpes i sydöstra Frankrike. Departementet utgörs främst av dalgången Grésivaudan där floden Isère flyter igenom, samt bergskedjorna Belledonne, Vercors och Chartreuse. Huvudort är Grenoble. I departementet finner man många skidorter, såsom Chamrousse, Les Deux Alpes, Alpe d'Huez och Lans-en-Vercors.
I den tidigare regionindelningen som gällde fram till 2015 tillhörde Isère regionen Rhône-Alpes.